# ティンデル聖書注解
『ティンデル聖書注解』（ティンデルせいしょちゅうかい、Tyndale New Testament Commentary）は、イギリス、ケンブリッジのティンダルハウス聖書学研究所（Tyndale House）に所属する、各国の福音派の学者たちによって執筆された注解書。
欽定訳聖書（KJV）をベースに執筆したものを、改訂標準訳聖書（RSV）や新国際訳聖書（NIV）に基づいて改訂したシリーズである。レオン・モリスが全体の監修をしている。
旧約版の刊行は1964年、デレク・キドナーの『箴言』に始まり、1999年に『イザヤ書』で完成した。
いのちのことば社の創立55周年記念事業として、2003年から2014年にかけて同社によって日本語訳が刊行された。日本語版の監修者は遠藤嘉信、富井悠夫、鞭木由行、山口昇である。聖書本文は新改訳聖書第3版を使用している。

## 各書
- デレク・キドナー著、遠藤嘉信、鈴木英昭共訳『創世記』
- R・アラン・コール著、富井悠夫訳『出エジプト記』
- R・K・ハリソン著、井上誠訳『レビ記』
- ゴードン・J・ウェナム著、山口昇訳『民数記』
- J・A・トンプソン著、小山田格訳『申命記』
- リチャード・S・ヘス著、金森宏之訳『ヨシュア記』
- アーサー・E・カンダル、レオン・モリス著、佐々木哲夫、岡田初枝訳『士師記、ルツ記』
- マイケル・A・イートン著、熊谷徹訳『伝道者の書』
- ロイド・カー著、島先克臣訳『雅歌』
- ジョイス・G・ボールドウィン著、吉本牧人訳『サムエル記』
- マーティン・J・セルマン著、坂口文雄訳『歴代誌第1』
- アレック・モティア著、鍋谷堯爾、橘内明裕訳『イザヤ書』
- R・K・ハリソン著、富井悠夫訳『エレミヤ書、哀歌』
- ジョン・B・テーラー著、関野祐二訳『エゼキエル書』
- デイヴィッド・W・ベーカー、デズモンド・アレクサンダー、ブルース・K・ウォルトキー著、清水武夫訳『オバデヤ書、ヨナ書、ミカ書』
- デイヴッド・W・ベーカー著、山口勝政訳『ナホム書、ハバクク書、ゼパニヤ書』
- ジョイス・G・ボールドウィン著、山口勝政訳『ハガイ書、ゼカリヤ書、マラキ書』
- アラン・コール著、山口昇訳『マルコの福音書』
- タスカー著、小林高徳訳『ヨハネの福音書』
- ハワード・マーシャル著、富田雄治訳『使徒の働き』
- レオン・モリス著、村井優人訳『コリント人への手紙第1』
- コリン・クルーズ著、橋本昭夫訳『コリント人への手紙第2』
- フランシス・フォールケス著、鈴木茂訳『エペソ人への手紙』
- レオン・モリス著、村瀬俊夫訳『テサロニケ人への手紙』
- ドナルド・ガスリー著、村井優人訳『テモテへの手紙、テトスへの手紙』
- ドナルド・ガスリー著、小杉克己訳『ヘブル人への手紙』
- レオン・モリス著、岡山英雄訳『ヨハネの黙示録』2004年